# Alticola lemminus
Alticola lemminus је врста волухарице. 

## Распрострањење
Ареал врсте је ограничен на једну државу. Русија (тачније источни Сибир) је једино познато природно станиште врсте.

## Станиште
Станишта врсте су планине и речни екосистеми. Врста је по висини распрострањена од нивоа мора до 2.000 метара надморске висине. 

## Угроженост
Ова врста је наведена као последња брига, јер има широко распрострањење и честа је врста.